# اچ‌ام‌اس آگاممنون (۱۸۷۹)
اچ‌ام‌اس آگاممنون (۱۸۷۹) (به انگلیسی: HMS Agamemnon (1879)) یک کشتی بود که طول آن ۳۰۰ فوت ۹ اینچ (۹۱٫۶۷ متر) بود. این کشتی در سال ۱۸۷۹ ساخته شد.